# TV E
TV E es un canal de televisión privado de Montenegro, perteneciente a Lipa Media.

## Historia
El canal inició emisiones en pruebas el 13 de julio de 2022. Durante ese tiempo, la programación se basaba en documentales montenegrinos, mientras se trabajaba en el enfoque del canal.
TV E comenzó sus emisiones regulares el 12 de enero de 2023.

## Programación
- Budilnik
- Srećan dan
- e - uživo
- 24 sata
- Ležanje je opuč pri sjeđenju
- Gas do nas
- Ukrštene riječi
- Linija života
- Velika debata
- Sjenke
- Izvrnute priče
- Jutro sa Majom Popović
- Vikend uživo
- Matijine priče
- Kuća šampiona
- Ranč
- Zvjezdana prašina
- Otkucaji srca
- Ti si moja domovina